# Bolesti šake
Bolesti šake i ozljede šake često uzrokuje suvremeni način života i rada, dovodeći do smanjene radne sposobnosti ili invalidnosti.
Neke od ozljeda šake pri radu ili prekomjernim športskim naprezanjima često zahtijevaju i kiruriško liječenje šake, posebice zapešća.

## Šaka
Šaka se sastoji od:
- zajedničke mišićne tetive prstiju
- mišići odmicači
- mjesečasta kost
- čunasta kost
- trapezna kost
- trapezoidna kost
- glavičasta kost
- kuničasta kost
- graškasta kost
- članci prstiju
- kosti sredopešća
- kosti zapešća

## Artrozau zglobu osnovice palca
Degenerativna promjena u zglobu osnovice palca. Trapezometakarpalnom zglobu smanjuje se pokretljivost zbog trošenja vezivnog tkiva i hrskavice.

## De Guervainova bolcest
De Guervainova bolcest je upalna tetivnih mišića koji pokreću palac.

## Dupuytrenova bolest
Kod Dupuytrenove bolesti radi se o kontrakturama dlanske ovojnice.

## Ganglion
Ganglion je naziv za cističnu tvorbu promjenjive velčine.

### Liječenje
Uz pripravke kortikosteroida kod ganglionske ciste nastoji se cistu isprazniti punkcijom i uštrccavanjem sredstva kako bi se postigla njezina sklerozacija.

## Keinböckova bolest
Aseptična nekroza vrlo je opasna bolest, a razvija se usprkos liječenju.

## Škljocavi prst
Stenozirajući tenosinovitis onemogućava klizanje mišićne tetive kod gibanja prsta i da bi se prst ispružio potreban je veliki napor ili pomoć druge ruke pri čemu se prst ispruži trzajem i uz bolno škljocanje.

## Uklještenost središnjeg živca
Nervus medianus prolazi kroz karpalni kanal do šake.